# Georg Klein (Schriftsteller)

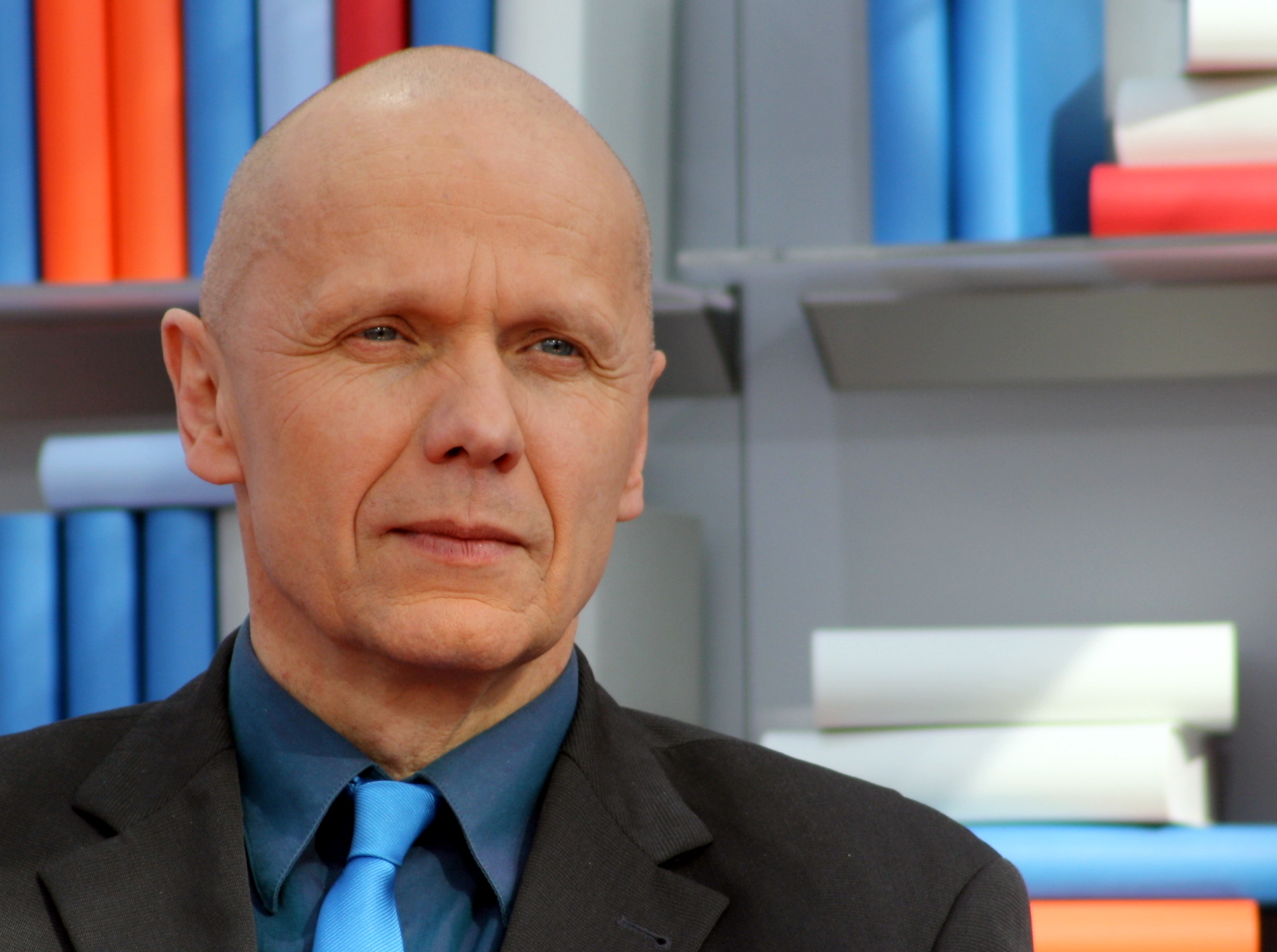
Georg Klein auf der Leipziger Buchmesse 2010

Georg Klein (* 29. März 1953 in Augsburg) ist ein deutscher Schriftsteller.

## Werdegang
Georg Klein studierte nach dem Abitur und der Ableistung seines Zivildienstes an den Universitäten Augsburg und München Germanistik, Geschichte und Soziologie. 1984 erschienen seine ersten Erzählungen in deutschen Literaturzeitschriften. Seine erste Buchveröffentlichung, der Agentenroman Libidissi, wurde 1998 als eines der besten deutschsprachigen Bücher des Jahres gefeiert und 1999 mit dem Brüder-Grimm-Preis prämiert. Die Jury begründete ihre Entscheidung: „Der Autor entwirft […] eine phantastisch-orientalische Welt, die den Leser mit dem Wechsel der Perspektiven in Bann schlägt und vor immer neue Rätsel stellt.“ Ebenfalls 1999 erschien der Erzählungsband Anrufung des Blinden Fisches. 2000 wurde Klein mit dem Ingeborg-Bachmann-Preis ausgezeichnet. Im Frühjahr 2001 erschien die Detektivgeschichte Barbar Rosa, der mit Die Sonne scheint uns und Sünde Güte Blitz zwei weitere Romane folgten.
Im Roman unserer Kindheit lässt Georg Klein eine noch von der Nachkriegszeit geprägte Kindheitswelt der 1960er-Jahre lebendig werden. Auf ihren sommerlichen Streifzügen durch brachliegendes Gelände und unterirdisch-verzweigte Gänge begegnen die Kinder einer neu entstehenden Siedlung am Stadtrand von Augsburg der unwirklichen Welt kriegsversehrter Panzerfahrer. Für das Werk erhielt er 2010 den Preis der Leipziger Buchmesse in der Kategorie „Belletristik“. Eine weitere Nominierung erhielt er 2018 für seinen Roman Miakro.
Er ist Mitglied im PEN-Zentrum Deutschland.
Klein lebt mit seiner Frau, der Schriftstellerin Katrin de Vries, und zwei Söhnen im ostfriesischen Ort Bunde.

## Auszeichnungen

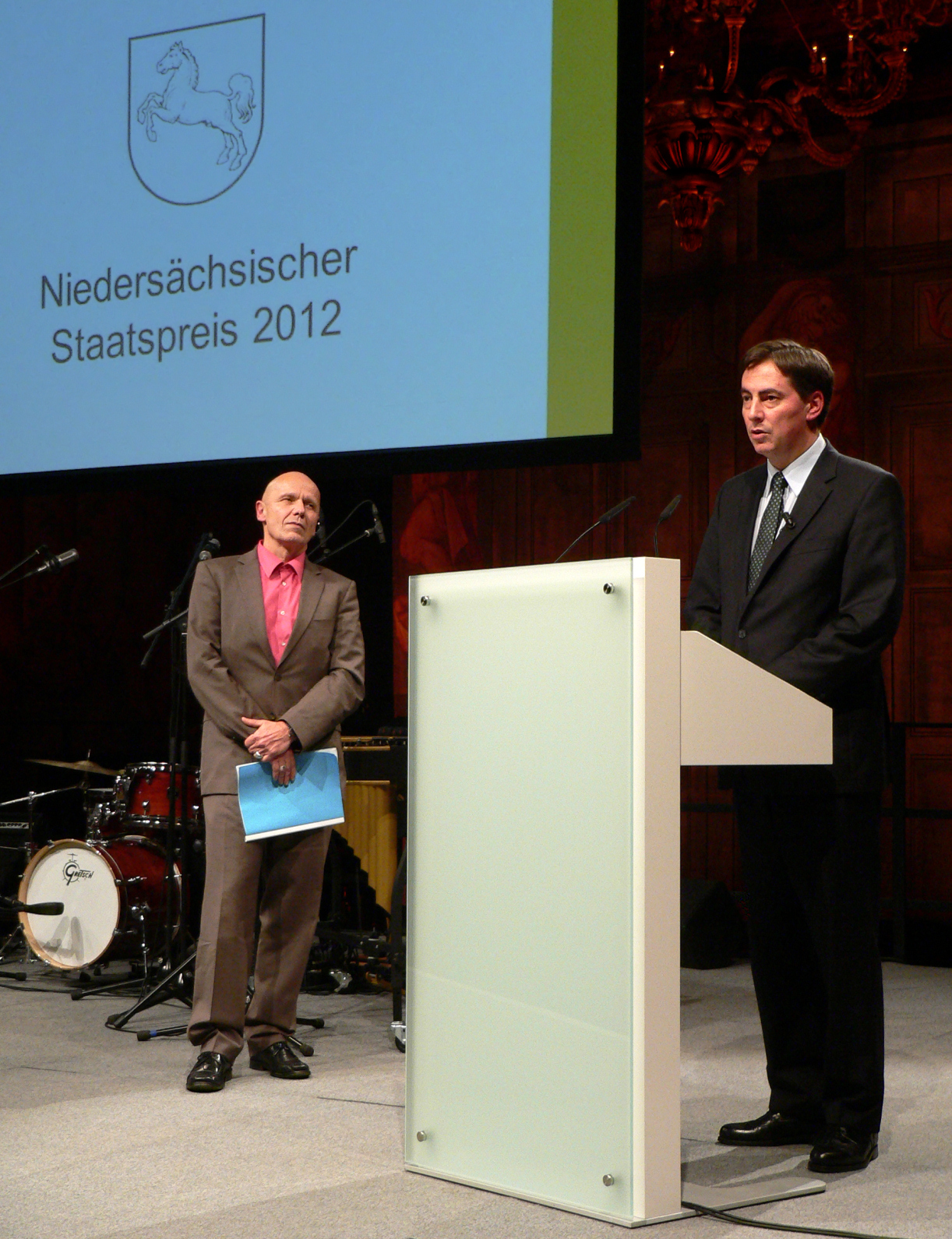
Auszeichnung mit dem Niedersächsischen Staatspreis 2012 durch den damaligen Ministerpräsidenten David McAllister

- 1999: Brüder-Grimm-Preis der Stadt Hanau
- 2000: Ingeborg-Bachmann-Preis
- 2010: Preis der Leipziger Buchmesse (Kategorie: Belletristik)
- 2012: Niedersächsischer Staatspreis[4]
- 2018: Arno-Schmidt-Stipendium
- 2022: Großer Preis des Deutschen Literaturfonds[5]

## Werke
- Libidissi. Roman. Fest, Berlin 1998, ISBN 3-8286-0072-7.
- Anrufung des blinden Fisches. Erzählungen. Fest, Berlin 1999, ISBN 3-8286-0087-5.
- Barbar Rosa. Eine Detektivgeschichte. Fest, Berlin 2001, ISBN 3-8286-0134-0.
- Von den Deutschen. Erzählungen. Rowohlt, Reinbek bei Hamburg 2002, ISBN 3-498-03513-4.
- Die Sonne scheint uns. Roman. Rowohlt, Reinbek bei Hamburg 2004, ISBN 3-498-03522-3.
- Sünde Güte Blitz. Roman. Rowohlt, Reinbek bei Hamburg 2007, ISBN 978-3-498-03532-7.
- Schlimme schlimme Medien. 2-CD-Set. supposé, Köln 2007, ISBN 978-3-932513-77-0.
- Nacht mit dem Schandwerker. In: Johannes Ullmaier (Hrsg.): Schicht! Arbeitsreportagen für die Endzeit. Suhrkamp, Frankfurt am Main 2007, S. 238–258.
- Roman unserer Kindheit. Roman. Rowohlt, Reinbek bei Hamburg 2010, ISBN 978-3-498-03533-4.
- Die Logik der Süße. Erzählungen. Rowohlt, Reinbek bei Hamburg 2010, ISBN 978-3-498-03555-6.
- Schund & Segen 77 Abverlangte Texte. Rowohlt, Reinbek bei Hamburg 2013, ISBN 978-3-498-03566-2.
- Die Zukunft des Mars. Roman. Rowohlt, Reinbek bei Hamburg 2013, ISBN 978-3-498-03534-1.
- Miakro. Roman. Rowohlt, Reinbek bei Hamburg 2018, ISBN 978-3-498-03410-8.
- Bruder aller Bilder. Roman. Rowohlt, Hamburg 2021, ISBN 978-3-498-03584-6.
- Im Bienenlicht. Erzählungen. Rowohlt, Hamburg 2023, ISBN 978-3-498-00305-0.